# ادمون بوشامب
ادمون بوشامب (بالفرنسية: Edmond Beauchamp)‏ هو ممثل فرنسي، ولد في 3 مارس 1900 في مونبلييه في فرنسا، وتوفي في 3 يونيو 1985 في سانت بريوك في فرنسا.

## وصلات خارجية
- ادمون بوشامب على موقع IMDb (الإنجليزية)
- ادمون بوشامب على موقع ألو سيني (الفرنسية)
- ادمون بوشامب على موقع أول موفي (الإنجليزية)
- ادمون بوشامب على موقع قاعدة بيانات برودواي على الإنترنت (الإنجليزية)
- ادمون بوشامب على موقع قاعدة بيانات برودواي على الإنترنت (الإنجليزية)
- ادمون بوشامب على موقع قاعدة بيانات الأفلام السويدية (السويدية)
- ادمون بوشامب على موقع قاعدة بيانات الفيلم (الإنجليزية)
- ادمون بوشامب على موقع كينوبويسك (الروسية)